# Кубличи (агрогородок)
Ку́бличи (бел. Ку́блічы) — агрогородок (до 2010 — деревня) в Ушачском районе Витебской области Республики Беларусь. Административный центр Кубличского сельсовета.

## География
Расположен в 20 км от Ушач.

## История
Первые письменные упоминания Кубличей относятся к XV веку. Местность входила в состав Полоцкого воеводства. В 1511 году великий князь Сигизмунд Старый подарил 2 службы «людей путных в Кубличах» полоцким боярам М. и И. Невельским.

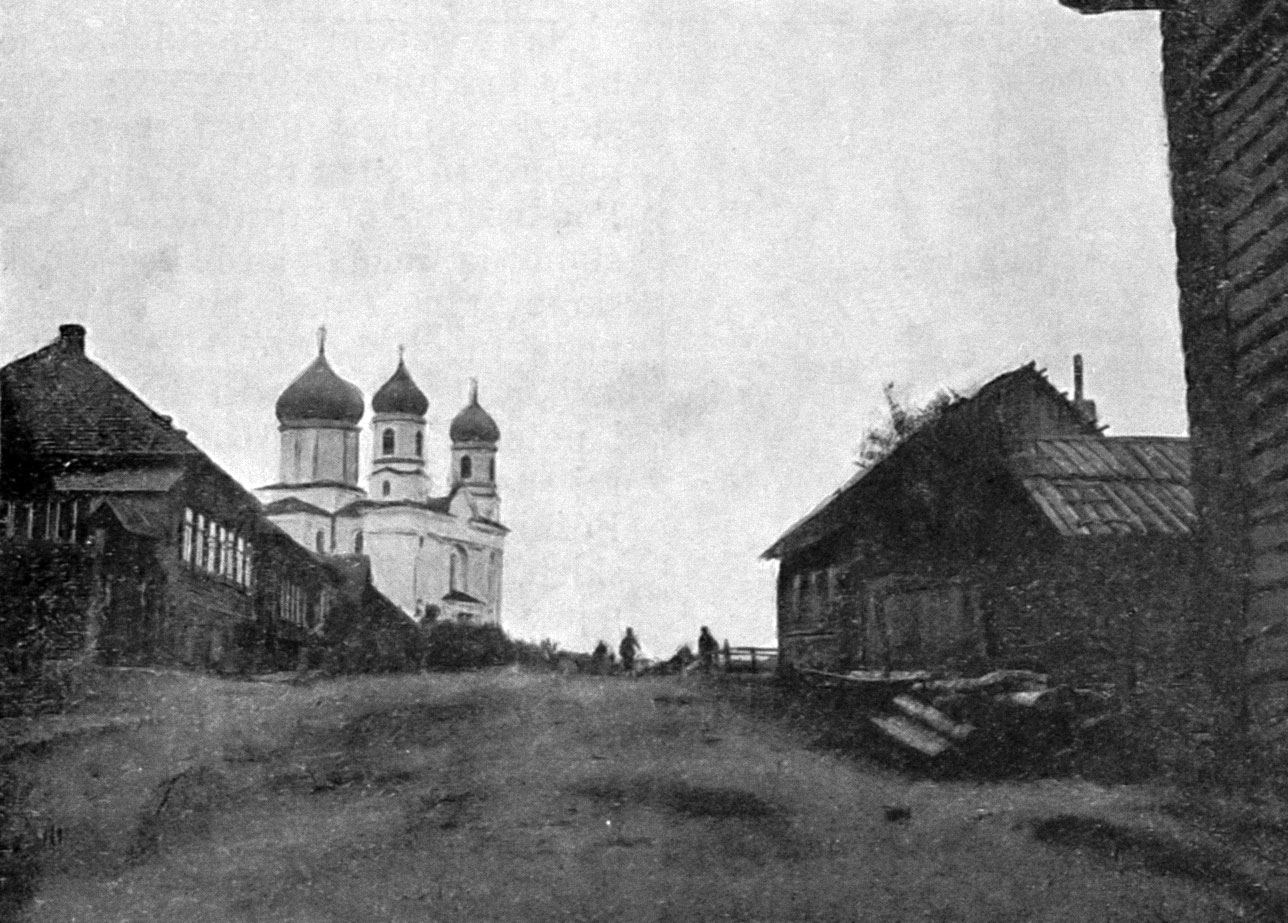
Церковь Благовещения Пресвятой Девы Марии, 1913 год

В 1552 году имение и двор Кубличи — владение Ф. Кублицкого: «3 дыма к тому двору ему конём служат. 14 дымов вольных людей дают яму всякого збожжа четвертую долю». В 1593 году Кубличи стали центром волости. В начале XVII века местность перешла во владение Селявов. В 1622 году архимандрит Никон Селява с братьями продал имение ротмистру И. Полозчику.
20 мая 1642 года полоцкий стольник Иосиф Кленовский основал в Кубличах католическую церковь Благовещения Девы Марии. С 1667 года имение находилось во владении полоцкого городничего И. Кублицкого, с 1719 года — Гущей. В 1783 году на месте ветхой деревянной возвели новую каменную католическую церковь.
В 1793 году Кубличи вошли в состав Российской империи, находились в Лепельском уезде Витебской губернии.
Во время Отечественной войны близ этого населённого пункта 12—13 октября 1812 года произошло столкновение частей русской императорской армии с французским корпусом Сен-Сира.
Согласно инвентаря, на 1846 год в Кубличах было 20 домов, одноимённая усадьба состояла из 15 деревень и принадлежала П. Селяве (2241 десятина земли). В 1846 году в Кубличах открылось народное училище, при котором был интернат на 44 учеников. Имелась церковно-приходская школа. В 1867 году католическая церковь была преобразована в православную. На 1880 год в Кубличах существовало волостное правление, 2 православные церкви, 3 еврейские школы, винокуренный завод, 2 кожевенных завода, постоялый двор, 17 лавок, проходило 3 ярмарки (2 февраля, 29 июня, 1 октября) и еженедельный торг по средам. В начале XX века здесь насчитывалось 128 дворов.
20 августа Кубличи стали центром сельсовета Ушачского района. В 1930-е в Кубличах действовала кузница. В 1938 году статус посёлка был понижен до деревни.
Во время Великой Отечественной войны здесь располагалось еврейское гетто; большинство евреев согнанные в него были уничтожены нацистами.
На 1941 год в деревне был 141 двор, на 1969 год — 123 двора, на 2000 год — 180 дворов. В 1954 года на братской могиле советских воинов и партизан был установлен обелиск.
С 2010 года Кубличи — агрогородок.

## Население
- 1838 год — 376 жителей
- 1926 год — 103 жителей
- 1969 год — 361 житель
- 2000 год — 412 жителей[4]
- 2019 год — 186 жителей.

## Инфраструктура
В Кубличах находятся детский сад-базовая школа, библиотека, отделение связи, Кубличское лесничество ГЛХУ «Ушачский лесхоз».

## Достопримечательности
- Городища (IV в. до н. э. — III вв. н. э.)[5], исследованы И. А. Сербовым в 1928 г. —  Историко-культурная ценность Республики Беларусь, шифр 213В000797. Расположены в 0,5 км на восток от деревни, на острове Кубличского озера.
- Братская могила, ул. Советская —  Историко-культурная ценность Республики Беларусь, шифр 213Д000799.
- Обелиск на братской могиле советских воинов и партизан (1954)
- Мемориальная доска на месте размещения штаба 1-й партизанской бригады имени А. В. Суворова (1976)

### Утраченное наследие
- Католическая церковь Благовещения (XVIII в.; сохранились руины)
- Усадебно-парковый комплекс имения Селявов (XVIII в.)
- Православная церковь Святых Кузьмы и Демьяна (XIX в.)

## Известные лица
- Артём Вериго-Доревский (1816—1884) — белорусский поэт, общественный деятель
- Бронислава Криштопавечене (1888—1969) — праведница народов мира, спасавшая евреев в Литве в период Холокоста.